# Odile Sankara
Odile Sankara est une actrice, comédienne, metteuse en scène et productrice de cinéma Burkinabè. Elle est la présidente des Récréâtrales et la sœur cadette de l'ancien président du Burkina Faso, Thomas Sankara,. 

## Biographie
Odile Sankara est née en 1963 et grandit au Burkina Faso. Elle commence des études de lettres à l’université de Ouagadougou. Elle fait une formation de théâtre à l'UNEDO. Odile marque ses débuts à la compagnie Feeren en 1991 à Ouagadougou avec Amadou Bourou.  
En 2007, elle participe à la deuxième édition des Ecritures d’Afrique, un projet de Culturesfrance et de la Comédie française. En 2019, elle est élue présidente de Récréâtrales.  

## Mise en scène
- 2024 : "Noces" avec Safoura Kaboré,
- 2022: "Et que mon règne arrive", une critique du féminisme occidental[7],
- 2018 : Musika
- 2017 : Parole due

## Théâtre
- 2015 : la tempête Thierry Roisin,
- 2014 : La Maladie de la mort de Moïse Touré,
- 2013: Terrible Bivouac de Pierre Guillois,
- 2013: Une nuit à la Présidence de Jean-Louis Martinelli,
- 2013: Un barrage contre le pacifique de Moïse Touré,
- 2012:  La Musica deuxième de Moïse Touré,
- 2012 : Au-delà des frontières, spectacle chorégraphique de Salia Sanou,
- 2011 : Banquet Shakespeare de Jan Kott,
- 2011 : Shakespeare notre contemporain par Ezéquiel Garcia-Romeu,

- 2009 : Médée de Max Rouquette, mise en scène de Jean-Louis Martinelli[8], traduction des chœurs en bambara par Habib Dembélé, Théâtre des Amandiers - Nanterre.
- 2009 : RO-Oua et le peuple des rois, une adaptation de Joséphine la Cantatrice de Franz Kafka mise en scène par Jean Lambert-Wild,
- 2008 : Quarttet de Heiner Müller et par Fargass Assandé,
- 2008 : Le Roi se meurt de Ionesco mise en scène par Fargass Assandé,
- 2008 : la vie est un songe  de et par Moïse Touré,
- 2008 : veillée des outre-mers de et par Moïse Touré,
- 2007 : Duvet-Moufles-Bonnet de et par Pierre Guillois,
- 2006 : Mue, Première mélopée de Jean Lambert-Wild,
- 2006 : La République de Mek-Ouyes de Jacques Jouet,
- 2005 : Mitterrand et Sankara de Jacques Jouet, reprise en 2008 au Théâtre des Amandiers, Nanterre[9].
- 2004 : l’Appariteur de Jean Lambert-Wild,
- 2002 : Nous verrons bien de Jean Lambert-Wild,
- 1997 :  Les Coépouses de Fatima Gallaire mise en scène par Théa Stabell,
- 1993 : Millénium de Emmanuel Genvrin,
- La Boutique de Amadou Bourou,
- Le roi silure de Amadou Bourou.

## Filmographie
- 2024 : Ni chaînes ni maîtres de Simon Moutaïrou : Ayadala

## Distinctions
2004 : Grand Prix national des arts et des lettres : Semaine nationale de la culture, Bobo-Dioulasso. 